# Тарнавський Валентин Володимирович
Тарнавський Валентин Володимирович (9 квітня 1951, м. Заставна Чернівецької області — 30 червня 2008, м. Київ) — український письменник, журналіст

## Життєпис
Народився у місті Заставна Чернівецької області, де його батько був головним редактором районної газети.
Після завершення навчання в середній школі рідного міста закінчив факультет журналістики Київського державного університету імені Т. Шевченка, працював кореспондентом у київських газетах та видавництвах.
Помер 2008 року в Києві.

## Творчість
Перша книга Тарнавського вийшла 1983 року. Це були «Міські мотиви» — книга оповідань та повістей, яка побачила світ у «Радянському письменнику». На той час 33-річний автор працював заступником головного редактора цього видавництва. Його охоче друкували, так само охоче купували твори.
Незабаром з'являється переклад «Міських мотивів» у Москві під назвою «Цвіт папороті».
1990 року виходить роман «Порожній п'єдестал». Ім'я автора роману стає відомим у літературних колах.
2003 року з'являється роман-містифікація «Матріополь».
Дослідниця творчості Тарнавського, викладач Чернівецького державного університету Ніна Козачук-Синицька підготувала за результатами дослідження дисертаційну роботу. Вона вважає, що:
|  | …Недооцінений своїми сучасниками, переважно відсутній у бібліотеках Валентин Тарнавський сьогодні привертає увагу непересічною творчістю й незвичайною долею. Його автентична проза ще за життя письменника дістала гриф „інтелектуальна“. З іншого боку тому, що В. Тарнавський написав не так багато, як різноманітно в жанровому та ідейно-тематичному планах |

### Опубліковані книги
- Міські мотиви: повісті та оповідання.  — К.: Радянський письменник,1983. — («Перша книга прозаїка»).
- Дисертація.
- Матріополь: фантаст. роман / В. В. Тарнавський. — К. : Укр. письменник, 2003. — 237 с. — («Проза XXI»). — ISBN 966-579-120-6.
- Порожній п'єдестал: роман. — К.: Радянський письменник, 1990.

## Нагороди
- Літературна премія імені Андрія Головка.